# Cal Met (Sora)
Cal Met és una masia de Sora (Osona) inclosa a l'Inventari del Patrimoni Arquitectònic de Catalunya.

## Descripció
Casa de planta rectangular, de petites dimensions construïda amb murs de pedra i morter i recentment restaurada amb construccions de pedra i ciment i arrebossat. La primera construcció és datada en una de les llindes amb la inscripció: "1864. JOAN PARERA". La reforma del segle XX també està datada a l'exterior de la casa amb la següent inscripció: "REFORMA 1968".

## Història
Tot i que la casa és una construcció del segle xix, aquesta ocupa l'emplaçament d'una construcció propera a l'antic camí ral que anava de Sant Quirze de Besora a Berga i que passava per la posada de Can Juandó.